# Homohadena rayata
Homohadena rayata là một loài bướm đêm trong họ Noctuidae.